# Natuurreservaat Coppenamemonding

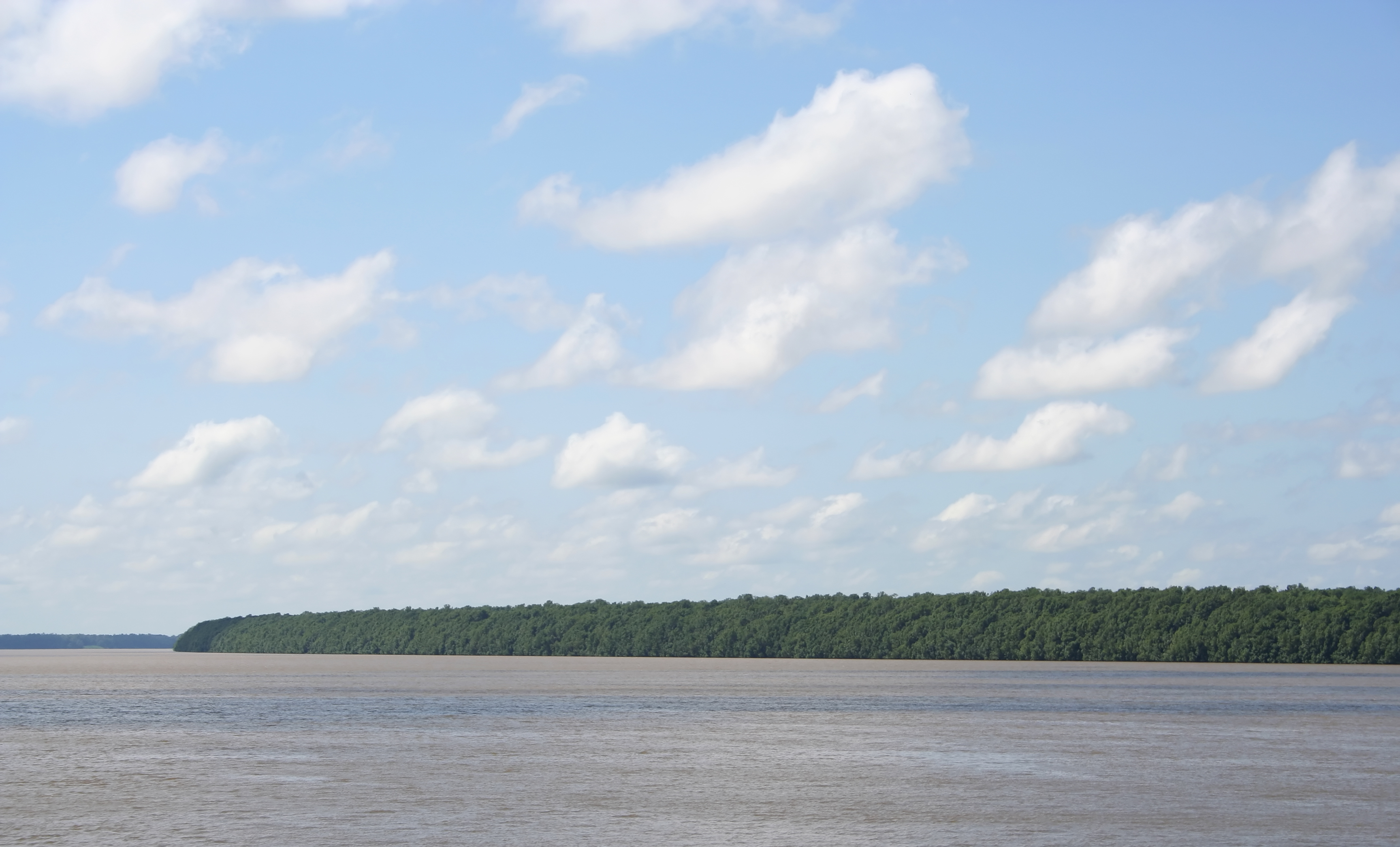
Coppenamerivier

Het Natuurreservaat Coppenamemonding ligt bij de monding van de Coppename in Suriname.
Dit reservaat is beschermd vanwege de kolonie van reigers, waaronder nacht- en zilverreigers en de rode ibis (Eudocimus ruber). Dit reservaat is geplaatst op de Ramsarlijst van "Watergebieden van Internationaal Belang" van de Conventie van Ramsar. Suriname is lid van dit verdrag. Vele snippensoorten uit Noord-Amerika en Canada verblijven tijdens de noordelijke winter langs de kust van Suriname. Om deze reden is in 1989 dit reservaat samen met het natuurreservaat Wia Wia en het Bijzonder Beheersgebied Bigi Pan als tweelingreservaten verbonden met de natuurgebieden Mary's Point of Shepody National Wildlife Area en Shepody bay in New Brunswick, Canada. In hetzelfde jaar zijn deze reservaten ook opgenomen in het Western Hemisphere Shorebird Reserve Network (WHSRN). Hierdoor hebben deze gebieden internationale erkenning gekregen.